# 多摩川花火大会一覧
多摩川花火大会一覧（たまがわはなびたいかいいちらん）。以下は、東京都および神奈川県の多摩川河川敷で開催される花火大会をまとめた一覧である。
多摩川流域のいくつかの市や区が別々に花火大会を行っており、各大会の周辺地域においてそれぞれ「多摩川花火大会」と認識・呼称される。その中には「多摩川花火大会」に類する名を過去に使用していた大会、使用しない大会も含まれる。

## 一覧
狛江・多摩川花火大会

東京都狛江市（和泉多摩川駅付近）で開催される花火大会。多摩川花火大会の中では最古のもので、最も長く続いている。
調布市花火大会

東京都調布市（京王多摩川駅付近）で開催される花火大会。1933年（昭和8年）開始。
川崎市制記念多摩川花火大会
神奈川県川崎市高津区の二子橋付近（二子新地駅付近）で開催される花火大会。1929年（昭和4年）開始。多摩川花火大会 (世田谷区・川崎市)を参照。
世田谷区たまがわ花火大会
東京都世田谷区 の二子橋付近（二子玉川駅付近）で開催される花火大会。1978年（昭和53年）開始。多摩川花火大会 (世田谷区・川崎市) を参照。
せいせき多摩川花火大会

東京都多摩市の府中四谷橋から関戸橋間（聖蹟桜ヶ丘駅付近）で開催される花火大会。1980年代から始まり、現名称では2005年（平成17年）に第1回が開催されている。
大田区平和都市宣言記念 花火の祭典
東京都大田区の六郷橋付近（六郷土手駅付近）で開催される、大田区平和都市宣言のPRと区民の連帯意識醸成の場を目的とした、アトラクション・式典・花火の打ち上げ。